# 黄胸短嘴极乐鸟
黄胸短嘴极乐鸟（学名：Loboparadisea sericea），是新几内亚特有的一种鸟类，它们是黄胸短嘴极乐鸟属的单型种。黄胸短嘴极乐鸟的栖息地位于海拔600米至2000米的山地森林，多数是在1200米以上。黄胸短嘴极乐鸟行动隐秘且鲜为人知，相信其缺少大面积的适宜栖息地。它们的种群数量不明，但相信正在因为采矿，维持生计的园艺和砍伐森林而下降。它们正受到栖息地破坏的威胁。